# Lourdes Espínola
Lourdes Espínola Wiezell (Asunción, 9 de febrero de 1954) es una poetisa, diplomática, gestora cultural y crítica literaria de Paraguay. Formada en Europa y Estados Unidos en las áreas de Ciencias de la Salud, Relaciones Internacionales y Filología y Literatura. 
Su obra ha sido traducida al francés, italiano, alemán, inglés y portugués y publicada en Francia, España, Estados Unidos, Portugal, Alemania, Italia, México, Venezuela y Argentina, entre otros países y su literatura es estudiada en las Facultades de Letras de Universidades europeas y americanas.

## Biografía
Tiene en su haber dos licenciaturas de la Universidad del Norte de Texas (cum laude, con honores) y dos máster de Southwest Texas State University (con diploma de excelencia académica) Estados Unidos.

### Como escritora, docente y crítica literaria
Fue invitada por el Gobierno de los Estados Unidos al prestigioso programa International Writer's Program, en la Universidad de Iowa, en 1997. Durante ese período fue escritora invitada a Wellesley College, a la Universidad de Miami y al Banco Interamericano de Desarrollo en Washington D. C., entre otras instituciones.
Fue honrada por el Gobierno francés como escritora invitada, dando lecturas y conferencias en las Universidades de Caen, de Lyon, Universidad de Toulouse II-Le Mirail, Aviñón, Montepellier, Rouen y en la La Sorbona. En 2005, fue elegida la Poeta Extranjera del año en Francia por la Casa Internacional de Poetas y Escritores (La Maison Internationale des poètes et des ècrivains).
Fue escritora invitada en Alemania en la Universidad de Heidelberg. Ha sido miembro del Consejo Editorial de Letras Femeninas de Estados Unidos, órgano oficial de la Asociación de Literatura Femenina Hispánica Norteamericana. Es fundadora y expresidente de Escritoras Paraguayas Asociadas (EPA).
Como resultado de los talleres de traducción de las Universidades de la La Sorbona, de Rouen, y Lausanne de Suiza, fue publicada en edición bilingüe (español-francés) por Adèlaïde de Chatellus (Editorial Le Temps des Cerises) en Francia.
Periodista y columnista de los diarios Noticias y Última Hora de Paraguay. 
En 2014, participó como jurado en el Premio Cuento Digital Sub-18 organizado por la Fundación Itaú.
Ha disertado sobre literatura femenina, literatura paraguaya y poesía latinoamericana, además de sobre su obra en numerosos Congresos, Seminarios y Simposios en Europa, Estados Unidos y América Latina.
Es catedrática del doctorado y maestría de Educación en la Universidad Americana, en la Universidad del Norte y ha sido profesora del posgrado de la Universidad Católica Nuestra Señora de la Asunción y de la carrera de Letras de la Universidad Nacional de Asunción.

### Como diplomática y gestora cultural
Ha sido consultora de la Organización de las Naciones Unidas y traductora por concurso de los Informes de Desarrollo Humano de la Organización. Asimismo, ha sido traductora para la Cruz Roja Suiza y también traductora e intérprete en la XX Asamblea Ordinaria de la Organización de los Estados Americanos, celebrada en 1990.
Ha sido jefe de Relaciones Internacionales de la Municipalidad de Asunción, asesora de Relaciones Internacionales de la Gobernación del Departamento Central del Paraguay, asesora de la Comisión de Equidad y Género del Honorable Congreso Nacional y asesora de Relaciones Internacionales del Centro Cultural de la República Cabildo (Honorable Congreso de la Nación).
Ha sido secretaria general de la Comisión Nacional Unesco Paraguay.
Ha sido consejero en la Embajada del Paraguay en Madrid y agregada cultural en la Embajada del Paraguay en Lisboa.
Actualmente es directora de Relaciones Culturales y Turismo del Ministerio de Relaciones Exteriores de la República del Paraguay.

## Obras
- VISIÓN DEL ARCÁNGEL EN ONCE PUERTAS (1973; Editorial Ocara Poty Cue Mi; Asunción)
- MONOCORDE AMARILLO (1976; Editorial Ocara Poty Cue Mi; Asunción)
- ALMENAS DEL SILENCIO (1977; Editorial La Cultura; Asunción)
- SER MUJER Y OTRAS DESVENTURAS / WOMANHOOD AND OTHER MISFORTUNES, edición bilingüe inglés-español traducida por Naomi Lindstrom (1985, Latitudes Press; Estados Unidos)
- TÍMPANO Y SILENCIO (1986; Alcandara Editora; Asunción)
- PARTIDAS Y REGRESOS, prologada por Augusto Roa Bastos (1990; Intercontinental Editora; Asunción)
- LA ESTRATEGIA DEL CARACOL (1995; Editorial Tiempos de poesía Buenos Aires - Ed. Arandurā Asunción)
- ENCRE DE FEMME / TINTA DE MUJER, edición bilingüe español-francés traducida y prologada por Claude Couffon (1997; Índigo Editions; París)
- LES MOTS DU CORPS / LAS PALABRAS DEL CUERPO, edición bilingüe español-francés traducida y prologada por Claude Couffon  (2001; Índigo Cote Femmes; París)
- AS NÚPCIAS SILENCIOSAS, traducida por Albano Martins (2006; Ediciones Quasi; Lisboa)
- DESNUDA EN LA PALABRA, prólogo de José Emilio Pacheco (2011; Ediciones Torremozas; Madrid)
- VIAJE AL PARAÍSO, novela (2012; Editorial Servilibro; Asunción) - Mención de Honor del Premio Nacional de Literatura de ese año
- JUANA DE LARA: PRÓCER PARAGUAYA, ensayo (2012; Editorial Servilibro; Asunción)
- ANTOLOGÍA POÉTICA (2013; Editorial Servilibro; Asunción)

## Distinciones
Primer Premio de poesía Sigma Delta Pi, sociedad honorífica hispánica de Estados Unidos
Primer Premio, Concurso Literario Internacional Santiago Vilas de la sociedad honoraria de Lenguas Extranjeras, Estados Unidos
Premio La Porte des Poètes, en París, Francia
Ciudadana Honoraria del Estado de Texas, Estados Unidos, por su labor literaria
Poeta Extranjera del año en Francia, Casa Internacional de Poetas y Escritores (Maison Internationale des poètes et des ècrivains), 2005
Premio Nacional de Poesía Herib Campos Cervera, 2012
Mención de Honor, Premio Nacional de Literatura de Paraguay, 2012
Condecoración de la Orden de las Artes y las Letras del Gobierno de la República de Francia, en el grado de Caballero, 2011